# زد۳

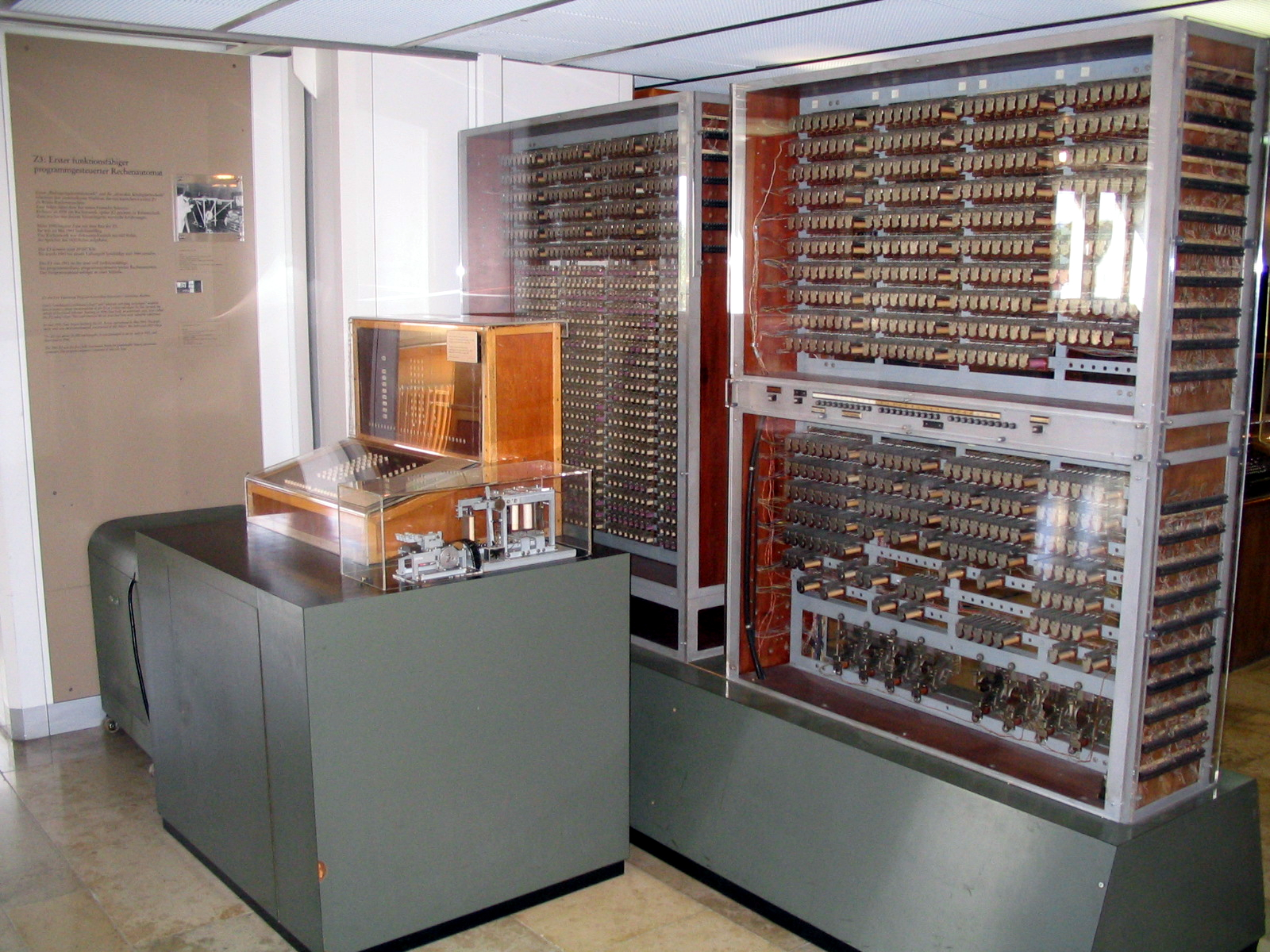
Z3در موزه آلمان در مونیخ.

زد۳ یا Z3 ابداع شده توسط کنراد تسوزه، نخستین رایانه عملیاتی کاملاً خودکار قابل برنامه‌ریزی جهان بود. زد۳ با ۲۰۰۰ رله ساخته شد. این ماشین در سال ۱۹۴۱ کامل شد.